# Middle East Media Research Institute
Middle East Media Research Institute (abreviat - MEMRI, (în română Institutul de Cercetare Media pentru Orientul Mijlociu) este o organizație non-profit care se ocupă cu monitorizarea și analiza rapoartelor media. Ea a fost fondată de către Yigal Carmon, un fost agent al Serviciilor de Informații Israeliene și Meyrav Wurmser, un analist politic israeliano-american.
MEMRI afirmă că scopul său este de a „acoperi decalajul lingvistic dintre Orientul Mijlociu și Occident”. Susținătorii activității sale spun că MEMRI luminează lumea exterioară cu privire la informații altfel necunoscute despre Orientul Mijlociu.
Criticii descriu MEMRI ca un grup de susținere puternic pro-Israel care, în ciuda faptului că se prezintă ca „independent” și „nepartizan”, își propune să descrie lumea arabă și musulmană într-o lumină negativă prin intermediul producerii și diseminării traducerilor incomplete sau inexacte și prin traducerea selectivă a punctelor de vedere ale extremiștilor în timp ce subliniază sau ignoră opiniile de masă.

## Istoric
Institutul a fost cofondat de fostul ofițer de informații militare israeliene , Yigal Carmon și Meyrav Wurmser, politolog american de origine israeliană . A fost încorporată în Washington, DC, ca Institutul de Cercetare și Cercetare din Orientul Mijlociu Inc. la 1 decembrie 1997. 

## Obiective și proiecte
Organizația a câștigat în mod indirect însemnătate la public ca sursă de știri și analize despre lumea musulmană, după atacurile din 11 septembrie și războiul ulterior împotriva terorismului de către administrația Bush. Potrivit MEMRI, traducerile și rapoartele sale sunt distribuite „congreselor, personalului congresului, factorilor de decizie politică, jurnaliștilor, academicienilor și părților interesate”. Potrivit PRA, articolele traduse de MEMRI și comentariile sale sunt citate în mod obișnuit în mass-media națională din Statele Unite, inclusiv The New York Times, The Washington Post și Los Angeles Times, în timp ce analizele efectuate de personalul și ofițerii MEMRI sunt publicate frecvent de mass-media de dreapta și neoconservatoare precum National Review, Fox News, Commentary și Weekly Standard . PRA scrie că atât criticii, cât și susținătorii MEMRI remarcă influența sa crescândă în modelarea percepțiilor Orientului Mijlociu. A menținut relații de lungă durată cu agențiile de aplicare a legii.
În ceea ce privește această schimbare în „declarația misiunii” lor, „Research Research Associates (PRA), care studiază dreptul politic al SUA, constată că aceasta a avut loc la trei săptămâni după atacurile din 11 septembrie și consideră că MEMRI„ a fost anterior mai actualizat cu privire la orientarea sa politică în autodescriere și în profilurile personalului de pe site-ul său web ". PRA consideră că „sloganul MEMRI,„ Reducerea decalajului lingvistic între Orientul Mijlociu și Occident ”, nu transmite părtinirea politică strident pro-Israel și anti-arabă a institutului”. În plus, observă că fondatorii MEMRI, Wurmser și Carmon, „sunt amândoi ideologi pro-israelieni duri, aliniați partidului Likud din Israel”. Carmon, într-o scrisoare publică adresată lui Juan Cole, care a inclus o amenințare cu un proces legat de comentariile sale despre MEMRI, a declarat că nu a fost niciodată afiliat Likud. Cole a răspuns că nu a pretins asta, dar că MEMRI va face campanie pentru obiective Likud, cum ar fi respingerea procesului de pace din Oslo.
În 2012, Haaretz a raportat că agențiile de informații israeliene și-au redus monitorizarea presei palestiniene cu MEMRI și Palestinian Media Watch oferind acum guvernului israelian acoperirea „incitării anti-Israel” în rețelele sociale, bloguri și alte surse online. Biroul primului ministru a declarat că, înainte ca guvernul să citeze informații furnizate de cele două surse, sursa materialului și credibilitatea acestuia sunt confirmate.

### Proiecte
Munca MEMRI este organizată în proiecte, fiecare cu un accent specific. Principalele subiecte abordate de organizație sunt jihadul și terorismul; relațiile dintre SUA și Orientul Mijlociu; păreri pro-democrație și pro-drepturi civile; relațiile interarabe; și antisemitism.
Proiectul de reformă, potrivit MEMRI, se concentrează pe monitorizarea, traducerea și amplificarea mass-media de la figuri și mișcări musulmane cu puncte de vedere progresive în lumea arabă și musulmană.   Proiectul își propune, de asemenea, să ofere o platformă pentru acele surse pentru a-și extinde acoperirea. MEMRI a declarat că acesta este proiectul emblematic al organizației.
Arhivele MEMRI Lantos privind antisemitismul și negarea Holocaustului, un proiect comun cu Fundația Lantos pentru Drepturile Omului și Justiție lansat în 2009, este un depozit de materiale traduse arabe și farsi despre antisemitism. Proiectul este sponsorizat de Departamentul de Stat al SUA. Prin traduceri și cercetări, proiectul își propune să documenteze tendințele antisemite din Orientul Mijlociu și Asia de Sud. Proiectul pune la dispoziția factorilor de decizie politică traduceri și imagini de comentarii antisemite făcute de personalități din mass-media, universitari și lideri guvernamentali și religioși. MEMRI organizează anual o adunare Capitol Hill prin intermediul proiectului și publică un raport anual despre antisemitism și negarea Holocaustului . Arhivele au fost numite pentru Tom Lantos, singurul supraviețuitor al Holocaustului care a slujit în Congresul Statelor Unite .
Programele de televiziune arabe și iraniene sunt monitorizate, traduse și analizate prin intermediul proiectului MEMRI TV Monitoring Project. Înființată în 2004,  videoclipurile traduse ale proiectului sunt disponibile pentru mass-media și publicul larg.
Activitatea organizațiilor extremiste teroriste și violente este urmărită prin intermediul Jihadului și Terorismului Amenințare Monitor (JTTM). Proiectul diseminează conținut social media și propagandă asociate jihadi-urilor publicate de diferite companii media statului Islamic.
Organizației Cyber și Jihadul Lab (CJL) urmărește terorismul cibernetic. Potrivit MEMRI, obiectivul CJL este de a informa și de a face recomandări legislatorilor și comunității de afaceri cu privire la amenințarea ciberterorismului. Inițiativele au inclus încurajarea companiilor de social media să elimine conturile teroriste și au căutat legislație pentru a împiedica entitățile teroriste să își folosească platformele.
Printre celelalte proiecte ale MEMRI se numără Russian Media Studies Project, care traduce mass-media rusă și publică rapoarte care analizează ideologia politică rusă, Iran Studies Project, South Asia Studies Project, și 9/11 Documentation Project.

## Limbi
Conform site-ului său oficial, MEMRI furnizează traduceri și rapoarte media din următoarele limbi: arabă, farsi, urdu, pashto și turcă. 

## Sprijin financiar
MEMRI este o organizație non-profit 501 (c) (3).  MEMRI are o politică de a nu accepta bani de la guverne, bazându-se în schimb pe aproximativ 250 de donatori privați, inclusiv alte organizații și fundații.
MediaTransparency, o organizație care monitorizează legăturile financiare ale grupurilor de reflecție conservatoare cu fundațiile conservatoare din Statele Unite, a raportat că, în anii 1999-2004, MEMRI a primit 100.000 de dolari de la Lynde și Harry Bradley Foundation, Inc., 100.000 de dolari de la Fundația Randolph, și 5.000 de dolari de la Fundația John M. Olin.
MEMRI a recunoscut venituri de 6.292.683 USD și a avut cheltuieli de 6.247.476 USD în cele douăsprezece luni încheiate la 30 iunie 2018. Charity Navigator, o organizație care evaluează starea de sănătate financiară a celor mai mari organizații caritabile din America, a acordat MEMRI trei stele dintr-un posibil patru.

## Recepție
Traducerile organizației sunt citate în mod regulat de marile ziare internaționale, iar activitatea sa a generat critici și laude puternice. Criticii au acuzat MEMRI că produc traduceri inexacte, nesigure, cu accent și selectivitate nejustificate în traducerea și diseminarea celor mai extreme opinii din mass-media arabă și persană, care descriu lumea arabă și musulmană într-o lumină negativă, ignorând în același timp punctele de vedere moderate care se găsesc adesea în aceleași medii. Alți critici susțin că, în timp ce MEMRI traduce uneori vocile pro-SUA sau pro-democrație în mass-media regională, ea lasă în mod sistematic critici inteligente asupra democrației în stil occidental, a politicii SUA și israeliene și a laicismului.
Munca MEMRI a fost criticată din trei motive: că munca lor este părtinitoare; că aleg articole pe care să le traducă selectiv, astfel încât să ofere o imagine nereprezentativă a mass-media despre care raportează; și că unele dintre traducerile lor sunt inexacte. MEMRI a răspuns criticilor, afirmând că munca lor nu este părtinitoare; că aleg de fapt articole reprezentative din mass-media arabă care reflectă cu exactitate opiniile exprimate și că traducerile lor sunt extrem de exacte. 

### Acuzații de părtinire
Brian Whitaker, pe atunci editor în Orientul Mijlociu pentru The Guardian, a scris într-o dezbatere publică prin e-mail cu Carmon în 2003, că problema sa cu MEMRI este că „se prezintă ca un institut de cercetare atunci când este practic o operațiune de propagandă”. Anterior, Whitaker acuzase că rolul MEMRI era „să promoveze agenda politică a Israelului” și că site-ul MEMRI nu menționează angajarea lui Carmon pentru serviciile de informații israeliene sau poziția politică a lui Meyrav Wurmser, pe care a descris-o drept „o marcă extremă a sionismului”. Carmon a răspuns la aceasta afirmând că istoricul său de angajare nu este un secret și nu a fost politic, întrucât el a servit sub administrații opuse guvernului israelian și că probabil problema a fost că el era israelian: „Dacă plângerea dvs. este că eu sunt israelian, atunci vă rog să spuneți așa." De asemenea, Carmon a pus sub semnul întrebării propriile prejudecăți ale lui Whitaker, întrebându-se dacă Whitaker este părtinitor în favoarea arabilor - întrucât site-ul său din Orientul Mijlociu este numit „Al-Bab” („Poarta de acces” în arabă) - afirmând: „Mă întreb cum ați judeca un editor al cărui site web a fost numit „Ha-Sha-ar” („Poarta de acces” în ebraică)? 
În 2006, MEMRI a lansat un interviu cu Norman Finkelstein despre libanezul Al Jadeed în care a discutat despre cartea sa The Holocaust Industry, care a făcut-o să pară ca și cum Finkelstein punea la îndoială numărul morților holocaustului. Finkelstein a spus ca răspuns că MEMERI a editat interviul de televiziune pe care l-a dat în Liban pentru a imputa în mod fals că este un negator al Holocaustului. Într-un interviu acordat ziarului In Focus în 2007, el a spus că MEMRI folosește „același tip de tehnici de propagandă ca și naziștii” și „scoate lucrurile din context pentru a face rău personal și politic oamenilor pe care nu le fac ca".

#### Selectivitate
Mai mulți critici au acuzat MEMRI de selectivitate. Aceștia afirmă că MEMRI alege în mod constant punctele de vedere cele mai extreme pentru traducere și diseminare, care descriu lumea arabă și musulmană într-o lumină negativă, ignorând în același timp punctele de vedere moderate care se găsesc adesea în aceleași medii. Juan Cole, profesor de istorie modernă a Orientului Mijlociu la Universitatea din Michigan, susține că MEMRI are tendința de a „alege în mod inteligent vasta presă arabă, care servește 300 de milioane de oameni, cele mai extreme și inacceptabile articole și editoriale... De mai multe ori am văzut, să zicem, un articol arab fanat tradus de MEMRI și când am mers la sursa de pe web, am constatat că se afla pe aceeași pagină op-ed cu alte articole moderate, care susțineau toleranța. Acestea din urmă nu au fost traduse". Fostul șef al unității de contraspionaj a CIA, Vincent Cannistraro, a spus că MEMRI „sunt selectivi și acționează ca propagandiști pentru punctul lor de vedere politic, care este extrema dreaptă a Likud. Pur și simplu nu prezintă întreaga imagine". Laila Lalami, scriind în The Nation, afirmă că MEMRI "alege în mod consecvent cele mai violente și mai urâte gunoaie pe care le poate găsi, le traduce și le distribuie în buletinele de e-mail către mass-media și membrii Congresului de la Washington". Drept urmare, critici precum politicianul laburist britanic Ken Livingstone afirmă că analizele MEMRI sunt denaturări.
Un raport al Centrului pentru Progresul American, intitulat „Fear, Inc .: The Roots of the Islamophobia Network in America” enumeră MEMRI ca promovând propaganda islamofobă în SUA prin furnizarea de traduceri selective pe care se bazează mai multe organizații „pentru a susține că Islamul este inerent violent și promovează extremismul".
MEMRI susține că citează presa controlată de guvern și nu publicații obscure sau extremiste, fapt pe care criticii lor îl recunosc, potrivit lui Marc Perelman: „Când îl cităm pe Al-Ahram în Egipt, este ca și cum am cita The New York Times. Știm că există oameni care ne pun întrebări despre munca noastră, probabil cei care au dificultăți în a vedea adevărul. Dar nimeni nu poate arăta nimic în neregulă cu privire la traducerile noastre."
În august 2013, Centrul Islamic Da'wah din Australia de Sud a pus sub semnul întrebării „fiabilitatea, independența și veridicitatea” Institutului de Cercetare a Presei din Orientul Mijlociu, după ce a publicat ceea ce Centrul Islamic Da'wah a numit o „senzațională decupare și contextualizare lipiți clipul video ... pus împreună într-o manieră sugestivă "a unei predici de șeicul Sharif Hussein pe un site web american. Potrivit videoclipului de două minute, care era o versiune puternic condensată a discursului șeicului de 36 de minute rostit la Adelaide pe 22 martie, Hussein a numit soldații australieni și americani „porci cruciați” și a declarat „O Allah, numărați budiștii și hindușii unul câte unul. O, Allah, numără-i și ucide-i până la ultimul". Potrivit traducerii MEMRI, el l-a descris și pe președintele american Barack Obama drept „dușmanul lui Allah, tu care sărute pantofii și picioarele evreilor” și a prezis că „Va veni ziua când vei fi călcat de picioarele pure ale musulmanilor". Transmiterea lui MEMRI l-a determinat pe senatorul liberal Cory Bernardi să-i scrie comisarului de poliție acuzând că, în conformitate cu legile antiteroriste din Australia, videoclipul era „discurs de ură” și a cerut acțiunea împotriva lui Hussein. Societatea Islamică din Australia de Sud și Federația Consiliilor Budiste Australiene au condamnat, de asemenea, discursul lui Hussein. Apelurile pe scară largă din partea publicului pentru deportarea lui Hussein și a familiei sale au urmat știrile despre videoclip. O purtătoare de cuvânt a poliției a declarat „Poliția va examina întregul conținut al predicii pentru a câștiga contextul complet și pentru a stabili dacă a fost comisă vreo infracțiune”. Hussein însuși a refuzat orice comentariu cu privire la conținutul videoclipului. Cu toate acestea, Centrul Da'wah a acuzat că, omițând contextul declarațiilor lui Hussein, MEMRI a denaturat intenția reală a discursului. Deși a recunoscut că șeicul a fost emoționant și a folosit cuvinte puternice, Centrul a declarat că discursul a fost rostit în legătură cu cazurile de viol în Irak, defectele congenitale datorate utilizării uraniului sărăcit și masacrul budist birman . Acest lucru, a spus Centrul, a fost omis din videoclipul MEMRI editat.

#### Acuratețea traducerii și controversa
Traducerile MEMRI sunt considerate „de obicei corecte”, deși ocazional contestate și extrem de selective în ceea ce alege să traducă și în ce context pune lucrurile, ca în cazul traducerii MEMRI a unui videoclip Osama bin Laden din 2004, pe care MEMRI a apărat-o, care a spus că a indicat că orice stat american care nu a votat pentru președintele George W. Bush „își garantează propria securitate”, implicând o amenințare împotriva acelor state care au votat pentru el; Traducătorii externi și articolul original pe care alerta MEMRI pretindea că îl corectează, indicau că Bin Laden amenință națiuni, nu state individuale ale SUA.
După atentatele de la 7 iulie 2005 de la Londra, Al Jazeera l-a invitat pe Hani al-Sebai, un islamist care locuiește în Marea Britanie, să ia parte la o discuție despre eveniment. Al-Sibai este listat ca național desemnat special de Departamentul Trezoreriei SUA din cauza presupusului sprijin pentru al-Qaida. Pentru un segment al discuției cu privire la victime, MEMRI a furnizat următoarea traducere a cuvintelor lui al-Sebai:
Ulterior, Al-Sebai a susținut că MEMRI și-a tradus greșit interviul și că, printre alte erori, a spus de fapt:
Lăsând în afara condamnării „uciderii inocenților” în întregime, Mohammed El Oifi, scriind în Le Monde diplomatique, a susținut că această traducere a lăsat implicația că civilii (inocenții) sunt considerați o țintă legitimă. Mai multe ziare britanice au folosit ulterior traducerea MEMRI pentru a difuza titluri precum „radicalul islamic a lăudat atacurile sinucigașe asupra capitalei” determinându-l pe Al-Sebai să ceară scuze și să ia măsuri legale. În opinia sa, traducerea MEMRI a fost, de asemenea, „o incitare la arestarea mea de către autoritățile britanice”.
Halim Barakat a descris MEMRI ca „o organizație de propagandă dedicată reprezentării arabilor și musulmanilor drept antisemite”.  Barakat susține un eseu pe care l-a scris pentru cotidianul Al-Hayat din Londra, intitulat „Bestia sălbatică pe care sionismul a creat-o: autodistrugere”, a fost tradus greșit de MEMRI și a fost redenumit „Evreii și-au pierdut umanitatea”. Barakat a afirmat în continuare „De fiecare dată când am scris„ sionism ”, MEMRI a înlocuit cuvântul cu„ evreu ”sau„ iudaism ”. Vor să dea impresia că nu critic politica israeliană, ci că ceea ce spun este antisemit".en  Potrivit lui Barakat, el a fost supus unei condamnări pe scară largă din partea facultății și biroul său a fost „inundat de poștă electronică”. Aviel Roshwald, membru al facultății din Georgetown, l-a acuzat pe Barakat într-un articol pe care l-a publicat că promovează o „demonizare a Israelului și a evreilor”. Susținut de colegii din Georgetown, Barakat a respins afirmația care Roshwald o bazase pe traducerea MEMRI a eseului lui Barakat. 
În 2007, corespondentul CNN Atika Shubert și traducătorii arabi au acuzat MEMRI de traducerea greșită a unor porțiuni ale unui program de televiziune pentru copii din Palestina:
Naomi Sakr, profesor de politici media la Universitatea din Westminster, a acuzat că traducerile specifice MEMRI, apărute în perioadele de tensiune internațională, au generat ostilitate față de jurnaliștii arabi.
Într-o dezbatere prin e-mail cu Carmon, Whitaker a întrebat despre traducerea MEMRI din noiembrie 2000 a unui interviu acordat de Marele Mufti din Ierusalim lui Al-Ahram al-Arabi. O întrebare adresată de intervievator a fost: „Cum te descurci cu evreii care asediază Al-Aqsa și sunt împrăștiați în jurul ei?” care a fost tradus prin: „Ce părere ai despre evrei?” MEMRI a tăiat prima parte a răspunsului și a combinat-o cu răspunsul la următoarea întrebare, care, a susținut Whitaker, a făcut ca „arabii să pară mai antisemiti decât sunt”. Carmon a recunoscut că a fost o eroare în traducere, dar a apărat combinarea celor două răspunsuri, întrucât ambele întrebări se refereau la același subiect. Carmon a respins alte pretenții de denaturare ale lui Whitaker, spunând: „este poate liniștitor că a trebuit să te întorci atât de departe pentru a găsi o greșeală. . . Ne-ați acuzat de denaturare prin omisiune, dar când vi s-a cerut să furnizați exemple de tendințe și puncte de vedere pe care le-am ratat, nu ați reușit să răspundeți". Carmon l-a acuzat, de asemenea, pe Whitaker că „folosește mai degrabă insulte decât dovezi” în critica sa față de MEMRI.
MEMRI răspunde la critici spunând că mass-media a avut tendința de a vărui declarațiile liderilor arabi și își apără în mod regulat traducerile ca reprezentative pentru punctele de vedere reale ale ME, chiar și atunci când traducerile în sine sunt contestate: „MEMRI nu a pretins niciodată că reprezintă punctul de vedere din mass-media arabă, ci mai degrabă pentru a reflecta, prin traducerile noastre, tendințe generale răspândite și de actualitate”.
În 2003, John Lloyd a apărat MEMRI în New Statesman:
Jay Nordlinger, editorul de la National Review, a scris în 2002:
- Hasbara
- Mediatizarea conflictului arabo-israelian
- Watch Palestinian Media